# Didacna praetrigonoides
Didacna praetrigonoides (лат.) — ископаемый вид двустворчатых моллюсков семейства сердцевидок (Cardiidae). Раковина треугольная или треугольно-трапециевидная, длиной до 60—70 мм, высотой до 60 мм, с выступающей макушкой. Подвид D. p. paleotrigonoides широко распространён в отложениях Каспийского моря среднего и позднего плейстоцена (нижнехазарский подгоризонт). Номинативный подвид D. p. praetrigonoides возник в позднем плейстоцене в нижнехвалынском подгоризонте, имеет широкое распространение в верхнехвалынском подгоризонте и редко встречается в отложениях голоцена (новокаспийский горизонт). Некоторые авторы указывали данный вид как ныне живущего представителя фауны Каспийского моря, однако находок из современных отложений нет.

## Описание
Раковина треугольная или треугольно-трапециевидная, тонкостенная или умеренно толстостенная, выпуклая. Длина раковины до 60—70 мм, высота до 60 мм. Макушка остро-треугольная, сильно выступающая, смещена к переднему краю или расположена по центру. Поверхность раковины покрыта 30—50 узкими радиальными рёбрами, которые равны или шире узких нитевидных межрёберных промежутков. Килевой перегиб хорошо выражен, иногда выделен 1—2 более развитыми рёбрами. Замок правой створки состоит из 2 кардинальных зубов, левой — из 1. У молодых особей в правой створке есть латеральные зубы, исчезающие с возрастом.

### Отличия от других видов
Треугольная дидакна (Didacna trigonoides), обитающая в современном Каспийском море, отличается от D. praetrigonoides меньшим числом рёбер, более чёткой треугольной формой раковины и обычно меньшими размерами.
Пирамидальная дидакна (Didacna pyramidata) имеет несколько менее выпуклые и менее удлинённые створки с менее выступающими макушками.
У ископаемой Didacna subpyramidata килевое ребро менее выраженное, макушка менее выступающая, а размеры раковины обычно меньше по сравнению с D. praetrigonoides.

## Распространение
Подвид D. p. paleotrigonoides имеет широкое распространение в отложениях Каспийского моря среднего и позднего плейстоцена (нижнехазарский подгоризонт) в Азербайджане, Дагестане, Восточном Маныче и северо-западном Прикаспии.
Номинативный подвид встречается в отложениях позднего плейстоцена на западном и восточном побережьях Каспийского моря и в Северном Прикаспии. Он возник в нижнехвалынском подгоризонте, имеет широкое распространение в верхнехвалынском подгоризонте и редко встречается в голоценовых отложениях (новокаспийский горизонт).
Б. М. Логвиненко и Я. И. Старобогатов (1968), а также некоторые последующие авторы указывали D. praetrigonoides в качестве ныне живущего представителя фауны Каспийского моря. Однако, вид не был найден в современных отложениях.

## Эволюция
По мнению Л. А. Невесской (2007), данный вид является предком современных Didacna trigonoides и Didacna pyramidata.

## Таксономия
Вид был описан Д. В. Наливкиным и А. И. Анисимовым в 1914 году из отложений хвалынского горизонта на Апшеронском полуострове. Лектотип хранится в музее Центрального научно-исследовательского геологоразведочного института цветных и благородных металлов и был обозначен Невесской (2007).
Логвиненко и Старобогатов (1968) указывали данный вид в качестве подвида D. trigonoides.
В 1953 году П. В. Фёдоров описал нижнехазарский вид Didacna paleotrigonoides очень схожий с D. praetrigonoides. А. А. Свиточ (1967) описал подвид D. praetrigonoides inderana, который был найден на северо-западном берегу озера Индер и отличается менее выступающей макушкой, бо́льшим макушечным углом, менее острым килем и более округлой формой раковины. Г. И. Попов (1983) рассматривал D. paleotrigonoides в качестве подвида D. praetrigonoides, а также описал подвид D. p. abescunica из Северного Прикаспия, отличая его от номинативного меньшими размерами и более центрально расположенными макушками.
Невесская (2007) в своей ревизии рода Didacna выделяла два подвида D. praetrigonoides: нижнехазарский D. p. paleotrigonoides и хвалынский D. p. praetrigonoides. Вышеупомянутые D. p. inderana и D. p. abescunica были сведены в синонимы номинативного подвида. Внешне номинативный подвид отличается от D. p. paleotrigonoides только наличием выраженного килевого ребра, которое, однако, может отсутствовать у некоторых особей. В качестве неотипа D. p. paleotrigonoides был выделен экземпляр, найденный на хребте Мишовдаг (Азербайджан) и хранящийся в Палеонтологическом институте имени А. А. Борисяка Российской академии наук.